# Acalypha hibiscifolia
Acalypha hibiscifolia är en törelväxtart som beskrevs av Nathaniel Lord Britton. Acalypha hibiscifolia ingår i släktet akalyfor, och familjen törelväxter. Inga underarter finns listade i Catalogue of Life.